# Vestibule vulvaire
Le vestibule vulvaire (ou vestibule de la vulve, canal vulvaire, espace inter-labial) est la partie de la vulve située entre les petites lèvres comprenant le méat urétral (ou ostium externe de l'urètre) et l’entrée du vagin. Son bord est marqué par la ligne de Hart (en). Il représente l'extrémité inférieure du sinus urogénital (en) du stade embryonnaire. 
Il se compose de deux parties de forme triangulaire : 
- Le vestibule de l'urètre, comprenant la papille urétrale, elle-même composée de l'ostium externe de l'urètre et du conduit des glandes para-urétrales (décrit par certains auteurs comme glandes urétrales).
- Le vestibule du vagin (ou vestibule vaginal), composé de l'orifice inférieur du vagin et des conduits des glandes vestibulaires majeures.

## Structures
L'urètre féminin, le vagin, les glandes de Bartholin et les glandes de Skene s'ouvrent dans le vestibule.
L'orifice urétral externe (orificium urethræ externum ; méat urétral) se situe environ  28,5 mm sous le gland du clitoris  ((la) glans clitoridis et immédiatement au-dessus du vagin ; il a généralement la forme d’une courte fente sagittale avec des côtés légèrement surélevés. À proximité se trouvent les ouvertures des glandes de Skene.
L’orifice vaginal est une fente médiane située en dessous et derrière l’ouverture de l'urètre ; sa taille est inversement proportionnelle à celle de l’hymen.
Les petites lèvres se situent à gauche et à droite du vestibule.
À son sommet se trouvent le capuchon du clitoris, le frein clitoridien, et le gland du clitoris. À sa base, la commissure postérieure des petites lèvres et le périnée.
La ligne de Hart borde latéralement la région et marque le changement de la peau vulvaire en la peau lisse de la vulve.

## Pathologie
La douleur associée au vestibule vulvaire est relativement fréquente. Selon une étude menée par l’université du Michigan[réf. souhaitée], environ 28 % des femmes ont connu une douleur vestibulaire, dont environ 8 % au cours des six derniers mois.